# Heavy Horses
《Heavy Horses》는 1978년 4월 10일에 발매된 영국의 프로그레시브 록 밴드 제쓰로 툴의 열한 번째 정규 음반이다.
이 음반은 종종 《Songs from the Wood》 (1977년)와 《Stormwatch》 (1979년)와 함께 1970년대 말에 이 밴드에 의해 발매된 포크 록 음반의 3중 두 번째 음반으로 여겨진다. 《Songs From the Wood》에서 볼 수 있는 영국의 민속에서 영감을 받은 서정적인 내용과 대조적으로, 《Heavy Horses》는 시골 생활에 대해 보다 현실주의적이고 세속적인 관점을 채택하고 타이틀곡은 "영국의 토착 작업 조랑말과 말"에 헌정되었다. 음악적으로, 이 음반은 전반적으로 더 어둡고 더 냉정한 사운드가 변화된 서정적인 내용에 적합하지만, 《Songs From the Wood》에서 볼 수 있는 포크 록과 프로그레시브 록의 조합을 지속하는 밴드를 본다.

## 녹음
《Heavy Horses》는 런던 풀럼에 새로 건설된 메종루즈 스튜디오에서 제쓰로 툴에 의해 녹음된 첫 번째 음반으로, 이언 앤더슨이 자금을 대고 소유했던 맞춤형 녹음 스튜디오였다. 앤더슨은 잠재적인 사업 고객을 위해 스튜디오의 낮 시간을 비워둘 필요가 있다고 느꼈기 때문에 음반의 대부분은 밤에 녹음되었다. 키보디스트 디 파머 (당시 데이비드 파머)는 녹음 당시 자신의 일기 내용을 회상하며 "오후 7시에 시작해서 아침 7시에 집에 가겠습니다!"라고 말했다. 《Heavy Horses》는 앤더슨이 발성 문제를 경험하기 시작한 첫 번째 음반으로, 1980년대에 더욱 심각해지고 후에 만성 폐쇄성 폐질환으로 발전할 수 있는 고통의 시작이었다. 앤더슨의 보컬은 그 결과 음반의 일부 트랙, 특히 타이틀곡에서 더 콧소리가 나고 거칠게 들린다.
밴드의 이전 음반인 《Songs from the Wood》와 마찬가지로, 앤더슨 이외의 다른 멤버들은 이 음반의 작곡에 참여했고, 기타리스트 마틴 바레는 타이틀 곡의 일부를 작곡했고 〈No Lullaby〉와 파머는 〈...And the Mouse Police Never Sleep〉의 기악 브릿지뿐만 아니라 대부분의 음반의 현악 편곡을 썼다. 커브드 에어의 대릴 웨이는 타이틀곡과 〈Acres Wild〉에서 바이올린을 연주했다.
몇몇 곡들이 녹음되었지만 녹음 세션 중에 버려지거나 다른 방식으로 잘라졌는데, 여기에는 B-사이드 〈Beltane〉, 〈Everything in Our Lives〉라는 제목의 완결곡, 그리고 1982년 음반 《The Broadsword and the Beast》의 세션 중에 재녹음된 곡인 〈Jack-A-Lynn〉의 초기 어쿠스틱 버전이 포함된다. 음반 세션 동안 녹음된 미발표 곡들 중 많은 곡들이 1988년 《20 Years of Jethro Tull》 기념 컴필레이션과 2018년 〈New Shoes〉 40주년 기념 에디션에 발표되었다. 40주년 기념판을 위해 이 음반을 리믹스한 결과, 〈Moths〉와 〈Rover〉의 오리지널 마스터들이 약간 날카로웠는데, 이는 테이프 머신의 결함 때문인 것으로 보인다. 이 음반의 재발매에 포함된 트랙의 리믹스 버전은 이것을 수정하기 위해 약간 아래로 기울였다.

## 음악 스타일 및 테마
《Songs from the Wood》의 포크 록 스타일을 계속하는 동안, 《Heavy Horses》는 이전 음반의 환상과 신화에 비해, 더 세속적이고 현실주의적인 시골 생활 주제로의 변화를 본다. 앤더슨은 최근 구입한 버킹엄셔주의 시골 토지의 일상에서 다시 영감을 받아 이렇게 말했다. "저는 같은 장소에서 같은 집에 살았고, 농업과 다른 시골 일들에 조금 더 관여하게 되었습니다... 그래서 원래 제쓰로 툴 시대의 말타기 농사는 제 마음 한구석에 있었습니다."  이 음반의 몇몇 곡들은 앤더슨의 사유지에서 직접적으로 영감을 받았다. 〈...And the Mouse Police Never Sleeps〉는 부분적으로 그의 고양이 미슬토에서 영감을 받았고, 〈No Lullaby〉는 그의 아들을 위한 "반유대자비"로 작곡되었고, 〈Rover〉는 부분적으로 그의 개 루푸스에서 영감을 받았다. 〈Weathercock〉과 타이틀곡 등 다른 곡들은 춥고 실용적인 시골생활의 모습을 그리고 있으며, 앤더슨의 후자는 "그 장대한 짐승, 무거운 농장 말들의 일하는 동물로서 지나가는 것에 대한 애통함"이라고 묘사했다. 로버트 번스의 시 〈쥐에게〉에서 영감을 받은 〈One Brown Mouse〉와 존 르 카레의 소설 《순진하고 감성적인 애인》에서 영감을 받은 〈Moths〉와 같은 다른 트랙의 가사는 문학에서 영감을 받았다.
앤더슨은 이 음반의 녹음은 다른 가수들이 음악의 새로운 트렌드를 향해 나아가고 있을 때 이루어졌다고 말했고, 밴드는 "우리가 스트랭글러스나 폴리스가 착용한 포스트펑크 코트에 미끄러지려는 것처럼 보이는 것을 원하지 않는다"고 결정했다.

## 반응
| 전문가 평가   | 전문가 평가    |
| 평가 점수     | 평가 점수      |
| 출처          | 점수           |
| ------------- | -------------- |
| AllMusic      | [ 3 ]          |
| Rolling Stone | (favourable)   |
| Melody Maker  | (unfavourable) |
| Sputnik Music | [ 6 ]          |

《롤링 스톤》의 현대 리뷰는 기악 편곡이 사치스럽다고 말하며 《Heavy Horses》와 포크 장르가 《Songs from the Wood》의 후속곡으로서 제쓰로 툴에게 완벽하게 적합하다고 언급하며 긍정적이었다.
올뮤직은 《Heavy Horses》를 밴드에서 가장 매력적인 음반 중 하나로 부르며, 마틴 바레와 로빈 블랙 멤버 존 글래스콕의 엔지니어링 연주와 커브드 에어의 바이올리니스트 대릴 웨이의 특별한 참여에 찬사를 보낸다.

## 곡 목록
모든 곡들은 이언 앤더슨에 의해 작사/작곡하였다.
| #  | 제목                                     | 재생 시간 |
| -- | ---------------------------------------- | --------- |
| 1. | 〈...And the Mouse Police Never Sleeps〉 | 3:11      |
| 2. | 〈Acres Wild〉                           | 3:22      |
| 3. | 〈No Lullaby〉                           | 7:55      |
| 4. | 〈Moths〉                                | 3:24      |
| 5. | 〈Journeyman〉                           | 3:55      |

| #  | 제목                | 재생 시간 |
| -- | ------------------- | --------- |
| 6. | 〈Rover〉           | 4:17      |
| 7. | 〈One Brown Mouse〉 | 3:21      |
| 8. | 〈Heavy Horses〉    | 8:58      |
| 9. | 〈Weathercock〉     | 4:02      |

| #   | 제목                           | 재생 시간 |
| --- | ------------------------------ | --------- |
| 10. | 〈Living in These Hard Times〉 | 3:10      |
| 11. | 〈Broadford Bazaar〉           | 3:38      |